# Edward Powys Mathers
Edward Powys Mathers (Forest Hill (Londen), 28 augustus 1892 - 3 februari 1939), pseudoniem Torquemada, was een Engelse vertaler, dichter en puzzelmaker. Powys Mathers werd geboren als zoon van kranteneigenaar Edward Peter Mathers en Mary Powys .Hij volgde zijn opleiding aan het Loretto en Trinity College in Oxford.
Mathers vertaalde de Franse versie van Duizend-en-een-nacht van Joseph-Charles Mardrus. Zijn Engelse versie van Mardrus verscheen in 1923 en staat bekend als Mardrus / Mathers. Hij vertaalde ook The Garden of Bright Waters: One Hundred and Twenty Asiatic Love Poems (1920); en de Kasjmirische dichter Bilhana in Bilhana: Black Marigolds (1919), een vrije interpretatie in de traditie van Edward FitzGerald, uitvoerig geciteerd in John Steinbecks roman Cannery Row. Dit zijn geen wetenschappelijke werken en zijn in sommige gevallen gebaseerd op tussenversies in Europese talen. Sommige van zijn vertalingen zijn op muziek gezet door Aaron Copland.
Mathers was een pionier in het samenstellen van geavanceerde cryptogrammen. Hij deed dat voor The Observer onder het pseudoniem "Torquemada" van 1926 tot aan zijn dood. Onder dit pseudoniem besprak hij detectiveverhalen van 1934 tot 1939.